# Liliane Klein-Lieber
Liliane Klein, de soltera Lieber (Estrasburgo, 2 de junio de 1924-París, 8 de julio de 2020) fue miembro de la resistencia y activista francesa, así como, miembro de los Scouts y Guías Judíos de Francia.

## Trayectoria
Era la hija menor de Germaine Lieber, de soltera Wormser, y Ernest Lieber. Sus padres y su familia eran judíos practicantes de Alsacia. A los siete años, en 1931, sus padres la inscribieron en el escultismo judío, cuyas secciones femeninas formaban parte de la Federación Francesa de Chicas Scouts (FFE), mientras que la educación espiritual era proporcionada por los Scouts Judíos de Francia (EIF), una pequeña ala de la sección en Estrasburgo, movimiento que se convirtió en su segunda familia.
El 3 septembre 1939, Estrasburgo fue evacuada tras la declaración de la Segunda Guerra Mundial. Junto a su hermana y su madre se refugiaron en Vichy. Su padre, comerciante de cereales, fue requisado para abastecer a las tropas de ocupación y permaneció en Estrasburgo. Continuó su educación en Cusset.  Mantuvo su compromiso con el escultismo y se unió a un grupo judío que se formó alrededor de una sinagoga en Vichy. Su tótem era "Luciérnaga". Durante el año 1940, participó con otros jóvenes en la acogida de las numerosas personas que llegaban a Vichy después del Éxodo.
Su hermana, Jacqueline, llegó al norte de África con su marido André Elkabbach a principios de 1941. A finales de ese año, junto a su madre se vieron obligadas a abandonar Vichy y se trasladaron a Grenoble, donde tenían familia.
En agosto de 1942, tras la filtración de información relativa a la organización de grandes redadas previstas para el 26 de agosto en la zona libre, fue reclutada por Robert Gamzon para participar en la creación de la red judía clandestina, conocida como La Sixième, que organizó la seguridad y el seguimiento de los niños y adolescentes judíos. Estuvo en el hogar infantil de Moissac, uno de los principales refugios para niños judíos durante la guerra, luego fue destinada a la zona de Grenoble con su nombre de resistencia Lyne Leclerc.
En contacto con la red Garel de la OSE, participó hasta 1944 en la ocultación de adolescentes, encontrándoles escondites y papeles falsos, alimentándolos y vistiendolos.  Como asistente social, nombre que recibían los miembros de la red encargados del seguimiento de los niños, se encargó de visitar regularmente a los jóvenes que supervisaba y les ayudó a preservar su identidad judía.  Organizó reuniones semanales los domingos por la tarde para mantener un vínculo cercano con ellos.  También participó en la organización de unas vacaciones de esquí cerca de Grenoble para niños escondidos, durante el invierno de 1943-1944.
En el marco de su participación en la Resistencia francesa, también dirigió varios convoyes de adolescentes menores de 16 años a Annemasse para llevarlos a Suiza gracias a la red de Georges Loinger, incluido un grupo salvado del Campo de Rivesaltes por Andrée Salomon. En sus actividades de resistencia, estuvo en contacto con otras scouts o dirigentes de la Federación Francesa de Chicas Scouts, entre ellas Isaure Luzet.
En la primavera de 1944, abandonó Grenoble con su madre y cruzó clandestinamente a Suiza para establecerse con su familia en Ginebra. Tan pronto como Alta Saboya fue liberada en septiembre de 1944, regresó a Francia para ayudar a los niños escondidos a encontrar a sus familias, y mantuvo el vínculo con algunos de ellos durante toda su vida. Después, fue a París, obtuvo su bachillerato en sesiones especiales y completó su formación de secretariado.
En diciembre de 1944 se casó con Théo Klein, miembro de la red La Sixième, que más tarde se convirtió en abogado y presidente del Consejo Representativo de Instituciones Judías en Francia (CRIF).  La pareja tuvo tres hijos antes de separarse. En 1950, fue la representante del Escultismo Femenino Francés ante la UNESCO.
A principios de la década de 1960, tres ex Chicas Scouts judías, Jacqueline Lévy-Willard, Micheline Trèves y Aline Munnich, la contactaron para crear  Cooperación de Mujeres, un movimiento de voluntariado de mujeres dentro de la comunidad judía con el apoyo del Fondo Social Judío Unido (FSJU).  Klein-Lieber fue su presidenta desde 1988 hasta junio de 2003.
En 1979, participó en la creación del Centro Nacional del Voluntariado (CNV) con Jacqueline Cousté.  También, formó parte del Consejo Nacional de Mujeres Francesas. Contribuyó a la creación de la Asociación de Antiguos Niños Ocultos en 1991, cuyo objetivo era reunir a personas de origen judío que fueron niños durante la Segunda Guerra Mundial.  Asumió la presidencia en la década del 2000. También fue miembro activo de la asociación de Antiguos miembros de la Resistencia Judía en Francia (ARJF).
Participó en los comités científicos del Memorial de la Shoah y del proyecto Memorias de la Shoah (2005-2006) del INA y de la Fundación para la Memoria de la Shoá.
Murió el 8 de julio de 2020 en París a la edad de 96 años.

## Reconocimientos
- Caballero de la Legión de Honor
- Cruz de Combatiente Voluntario de la Resistencia
- Medalla de la Villa de París
- León de Bronce (2006) por su compromiso con el movimiento de los Scouts Israelitas de Francia.
- En 2021 se inauguró una placa en su honor en la plaza Moncey de París,[24] y, bajo el liderazgo de Abu y Savannah, se creó un grupo local del EEIF con sede en el distrito 12 bajo el nombre de "Liliane Klein-Lieber" en su memoria.

## Publicaciones
- 1993 - Témoignage sur les opérations de sauvetage, Annales.
- 1993 - Journal de Rivesaltes, Zoé.[25]
- 1997 - Les Éclaireurs israélites de France durant la Seconde Guerre mondiale.